# Sobhuza I de Essuatíni
Sobhuza I ou Ngwane IV foi o chefe supremo da Suazilândia de 1815 até 1836. Nascido em 1795, filho de Ndvungunye e da Rainha Lojiba Simelane, que foi regente durante o período de 1836-1840. 
Nggwane IV tinha três esposas, a primeira das quais, laZidze Tsandzile, era a mãe de Mswati II e Mzamose Dlamini. Ele morreu, em 1836.